# Stenodacma
Stenodacma là một chi bướm đêm thuộc họ Pterophoridae.

## Các loài
- Stenodacma cognata Gielis, 2009
- Stenodacma pyrrhodes (Meyrick, 1889)

## Former species
- Stenodacma wahlbergi is now Pterophorus wahlbergi (Zeller, 1851)